# Centro de Formación Escénica BAI
El Centro de Formación Escénica BAI (en euskera, BAI Bizkaiko Antzerki Ikastegia) es una escuela de enseñanzas artísticas superiores teatrales fundada en 1996 y situada en Baracaldo.
Desde el año 2006, cuenta también con un centro adicional en Bilbao.

## La escuela
Centro de Formación Escénica BAI se creó en 1996. Desde entonces por sus estudios, cursos y formación de interpretación, danza y artes circenses han pasado más de dos mil personas.
El Centro de Formación Escénica BAI ofrece los estudios superiores de arte dramático e interpretación en cuatro años, con posibilidad de especialización en dirección de escena. Además de los estudios superiores también ofrece estudios de teatro, de guion y de dirección.
En el año 2004 BAI creó el ACT, Festival Internacional de Escuelas de Teatro, para de lograr reconocimiento a la labor de las escuelas y centros de formación escénica, y de intercambiar información, métodos y experiencias con colegas de otros países.
En el año 2006 la escuela BAI inauguró un centro adicional en Bilbao, donde también ofrece formación en artes escénicas.
El director actual del Centro de Formación Escénica BAI es Fer Montoya, actor y pedagogo teatral, profesor también en Dantzerti - Escuela Superior de Arte Dramático y Danza de Euskadi.
Entre los profesores de la escuela están Olatz Gorrotxategi, Joseba Lazkano, Laura Iturregi, Fer Montoya y otros.

## Alumnado célebre
Entre los alumnos que se han formado en el Centro de Formación Escénica BAI están, entre otros
- Olatz Gorrotxategi (directora teatral)[10][11]
- Urko Olazabal (Errementari, Ane, Maixabel, Patria), Premio Goya 2022
- María Cerezuela (Maixabel, Intimidad), Premio Goya 2022
- Aitor Arabiourrutia
- Leire Ormazabal

## Véanse también
- Escuela de Teatro de Basauri
- Escuela de Teatro de Getxo
- Ánima Eskola Escuela de Artes Escénicas
- Taller de Artes Escénicas (TAE)
- Dantzerti - Escuela Superior de Arte Dramático y Danza de Euskadi